# Fedotovia mikhailovi
Fedotovia mikhailovi – gatunek pająka z rodziny worczakowatych. Endemit Mongolii.

## Taksonomia
Gatunek ten opisany został po raz pierwszy w 2015 roku przez Aleksandra Fomiczewa i Jurija Marusika na łamach „Zootaxa”. Jako lokalizację typową wskazano dolinę Bodoncz golu na południowy wschód od Ałtaju w ajmaku kobdoskim na zachodzie Mongolii. Epitet gatunkowy nadano na cześć Kiriłła Michaiłowa.

## Morfologia
Samiec ma ciało długości 5,8 mm przy karapaksie długości 2,7 mm i szerokości 2,1 mm, samica zaś ma ciało długości 6,5 mm przy karapaksie długości 2,8 mm i szerokości 2,1 mm. Karapaks jest jasnobrązowy z ciemniejszymi brzegami, spłaszczony, o niewyniesionej części głowowej, w widoku grzbietowym o gruszkowatym obrysie. Oczy pary przednio-środkowej leżą nieco bardziej z przodu niż pary przednio-bocznej. Oczy par środkowych są o połowę mniejsze niż par bocznych i rozmieszczone na planie dłuższego niż szerokiego i najszerszego w tyle czworokąta. Oczy pary tylno-środkowej są jasno ubarwione i nieregularnie trójkątne, a par pozostałych okrągłe i ciemno ubarwione. Szczękoczułki samca są jasnobrązowe, o przedniej krawędzi bruzdy zaopatrzonej w dwa, a tylnej w cztery zęby. Szczękoczułki samicy natomiast są brązowe, o przedniej krawędzi bruzdy zaopatrzonej w jeden, a tylnej w pięć zębów. Barwa wargi dolnej, szczęk i sternum jest żółta u samca, a jasnobrązowa u samicy. Odnóża u obu płci są żółte. Opistosoma (odwłok) ma szary z żółtym nakrapianiem wierzch, kremowy spód i żółtoszare kądziołki przędne. U samca w przedniej części grzbietowej jej strony obecne jest niewielkie skutum.
Genitalia samicy cechują się płytką płciową z wyraźnym, dłuższym niż szerokim, prostokątnym dołkiem o prawie równoległych brzegach bocznych i umieszczonej w tylnej części przegrodzie oraz wulwą o pogrubionych tylnych częściach przewodów kopulacyjnych.
Nogogłaszczki samca mają niezmodyfikowane udo i rzepkę, goleń zaopatrzoną w grzbietowo przesuniętą, niemal równą jej długości, prawie prostą apofizę retrolateralną z mocnym, dłuższym od samej apofizy kolcem po przednio-bocznej stronie podstawy, prawie prostokątne cymbium z lekko wklęśniętą krawędzią tylno-boczną, długą apofyzę medialną o silniej niż u innych przedstawicieli rodzaju zakrzywionym wierzchołku oraz bardzo długi embolus o podstawie w widoku przednio-bocznym tak szerokiej jak wysokiej.

## Ekologia i występowanie
Pająk zamieszkuje pustynie kamieniste na rzędnych 1300 m n.p.m.
Gatunek palearktyczny, znany jest tylko z miejsca typowego w Mongolii.